# Twierdzenie o związku spinu ze statystyką
Związek spinu ze statystyką – twierdzenie mechaniki kwantowej. Grupa obrotów posiada w przestrzeni trójwymiarowej dwa rodzaje reprezentacji: reprezentacje proste oraz reprezentacje nakrywające. Jeżeli funkcja falowa cząstki transformuje się podczas obrotów zgodnie z regułami reprezentacji prostych, to jest ona bozonem. Bozony mają spin o wartościach całkowitych. Drugą grupę stanowią cząstki, których funkcja falowa transformuje się zgodnie z regułami reprezentacji nakrywającej; nazywamy je fermionami, zaś ich spin przyjmuje wartości będące liczbami ułamkowymi (1/2, 3/2 itp). Dla innych wymiarów przestrzeni (np. w dwóch wymiarach) możliwe są także reprezentacje grupy obrotów o bardziej skomplikowanych własnościach i tym samym podział na bozony i fermiony może nie być właściwy.
W kwantowej teorii pola istnieje ogólne twierdzenie o związku między spinem a statystyką. Twierdzenie to jest prawdziwe m.in. w czterowymiarowej czasoprzestrzeni Minkowskiego. Jeżeli układ fizyczny realizowany jest w przestrzeni mniej wymiarowej (np. gaz elektronowy mający zdolność ruchu tylko w płaszczyźnie) to związek ten nie musi obowiązywać (anyony, kwantowy efekt Halla).
Treść postulatu: Funkcja falowa układu cząstek nierozróżnialnych o spinie połówkowym (tzn. 1/2, 3/2 itd) musi być antysymetryczna względem zamiany współrzędnych przestrzennych i spinowych dowolnej pary cząstek. Analogicznie → dla cząstek o spinie całkowitym (tzn. 0,1,2 itd) musi być symetryczna. Wynika stąd, że dwa fermiony (cząstki o spinie połówkowym) nie mogą być w tym samym stanie kwantowym (zakaz Pauliego).
We wszystkich opublikowanych dowodach postulatu o związku spinu ze statystyką znaleziono błędy bądź braki.